# Соња Хлебш
Соња Хлебш (Крањ, 23. март 1927 — Риден, 31. август 2005) била је словеначка и југословенска глумица и књижевница. Чланица је првог уметничког ансамбла Југословенског драмског позоришта од његовог оснивања. У дневном листу Политика објављивала је кратке приче. Запамћена је као једна од ретких вамп-жена у Београду 60-их година. Верује се да је била инспирација карикатуристкињи Деси Глишић за стварање чувеног лика Даре Нијагаре.

## Биографија
Соња Хлебш рођена је у угледној, старој и имућној породици из Крања, потомцима Францета Прешерна.
Године 1958. заједно са супругом, такође глумцем, Бертом Сотларом, преселила се у Београд, где је добила ангажман у Југословенском драмском позоришту. У Београду се развела и 11. децембра 1951. године удала за глумца Љубишу Јовановића, са којим је у браку провела 20 година. После његове смрти 1972. године напустила је ЈДП и одселила се у Швајцарску, где се касније удала за потомка породице Брлић-Мажуранић. Као Соња Хлебш-Рузио (Ружић) живела је у Швајцарској, где је и умрла 2005. године. Сахрањена је у Ријеци.
После њене смрти породица њеног трећег супруга објавила је читуљу са следећим садржајем:
Драги пријатељи, нажалост нисам доспјела опростити се од Вас, јер ме је судбина претекла. Стога Вам овим редовима захваљујем за све што смо заједно на овом свету доживели. Можда ће нас судбина једном поново спојити.

## Глумачка каријера
| Рекли су о Соњи Хлебш:                                                                          |
| Марија Црнобори: Имала је шарм, сугестивност... Добра, корисна глумица...                       |
| Мира Ступица: Била је сјајна, духовита, лепа и талентована, екстра особа ван сваке конкуренције |

Када је оснивано Југословенско драмско позориште његов први уметнички ансамбл чинили су глумци из целе тадашње Југославије. Бојан Ступица је у први уметнички ансамбл окупио репрезентативну екипу глумаца. Осим београдских, ту су били уметници из Загреба, Сплита, Љубљане, Новог Сада и Сарајева, који су стварали ново позориште високог литерарног и сценског нивоа, а међу њима је била и Соња Хлебеш. Она је у ЈДП-у је била од оснивања 1948. до 1972. године. Првих година за патрона јој је била одређена Марија Црнобори, а са Миром Ступицом остала је блиска до последњег тренутка. Њен специфичан акцент користио јој је у многим улогама. До данас се памте многе њене улоге, међу којима је најпознатија Лаура у Дунду Мароју, представи која је одиграна неколико стотина пута, са незапамћеним успехом у Бечу, Москви, Лењинграду, Кијеву и на другим гостовањима. Посебан успех постигла је на Фестивалу нација, у позоришту „Сара Бернар“ у Паризу, где је била обасута позитивним утисцима француске критике.
Иако је напустила глуму, Соња Хлебш је Југословенско драмско позориште сматрала својом кућом. Када је зграда позоришта 1997. изгорела, као израз љубави према њему послала је факс машину, прву коју је позориште икада имало.

### Филмографија
Соња Хлебш често је играла и на филму, иако је позориште више волела.
| Год.  | Назив                         | Улога                         |
| ----- | ----------------------------- | ----------------------------- |
| 1950. | Црвени цвет                   | Жена у Гестапоу               |
| 1951. | Последњи дан                  | Нина глумица                  |
| 1956. | Последњи колосек              | Беба                          |
| 1960. | Друг председник центарфор     | Лолита                        |
| 1960. | Дилижанса снова               | Мајорица                      |
| 1961. | Лето је криво за све          |                               |
| 1961. | Велика турнеја                |                               |
| 1961. | Дан четрнаести                | барска дама                   |
| 1962. | Звиждук у осам                | секретарица                   |
| 1964. | Нешто о чему се може говорити |                               |
| 1964. | Лутање једне душе             |                               |
| 1965. | Човик од свита                | Немица која продаје венчанице |
| 1965. | Мртвима улаз забрањен         |                               |
| 1966. | Пре рата                      | Рина                          |
| 1966. | The boy cried murder          | Маријана                      |
| 1966. | Друга страна медаље           | Силвија                       |
| 1966. | Анабелин сан                  |                               |
| 1967. | Пробисвет (ТВ серија)         |                               |
| 1967. | Јегор Буличов                 | Јелисавета                    |
| 1968. | Не играј се љубављу (ТВ)      |                               |
| 1968. | Кад голубови полете           | бакина унука                  |
| 1968. | На рубу памети                |                               |

## Књижевни рад
Прве приче Соња Хлебш објавила је још у Београду, под псеудонимом Софија Рудолф - узела је своје право име и име оца. Покушала је да их објави као п„ревод аустријске ауторке”, али због административних проблем са ауторским правима морала је да призна ауторство. Писала је добро и упорно. Своје приче редовно је, под својим правим именом, објављивала у швајцарским месечницима.

## Занимљивости
Соњу Хлебш пратио је глас да је „фатална жена”, а она се са тим тешко носила. Згодна плавуша модрих очију, изазовних усана и дивног стаса пленила је на сцени, пред камерама, али и на београдским улицама. Никада није била парадигма симпатичне ограничености, каквима се плавуше приказују у вицевима већ напротив, духовита и брзомислећа. Многи верују се да је управо она била узор за лик Даре Нијагаре, стрип-јунакиње коју је цртала и објављивала у часопису „Јеж“ Деса Глишић, једна од тада ретких жена карикатуриста на овим просторима.